# جاش اسمیت
جاش اسمیت (انگلیسی: Josh Smith؛ زادهٔ ۵ دسامبر ۱۹۸۵) بازیکن بسکتبال اهل ایالات متحده آمریکا است.
از باشگاه‌هایی که در آن بازی کرده‌است می‌توان به هیوستون راکتس، آتلانتا هاوکس، لس آنجلس کلیپرز، و دیترویت پیستونز اشاره کرد.